# Joseph Cinque
Joseph Cinqué (c. 1814 – c. 1879), abans conegut amb el nom de Sengbe Pieh, era un home africà del poble mende que va encapçalar una revolta d'esclaus companys en el vaixell d'esclaus espanyol,  La Amistad . Després que el vaixell va ser detingut per la Guàrdia Costanera dels Estats Units, Cinqué i els seus companys esclaus van ser finalment jutjats per matar als oficials en el vaixell, en un cas conegut com a United States v. The Amistad. Va arribar a la Cort Suprema dels Estats Units, qui declarà que Cinqué i els seus companys van actuar en defensa pròpia en ser víctimes del tràfic il·legal d'esclaus i van ser alliberats. Els estatunidencs van ajudar a recaptar diners per a la seva tornada a Àfrica.

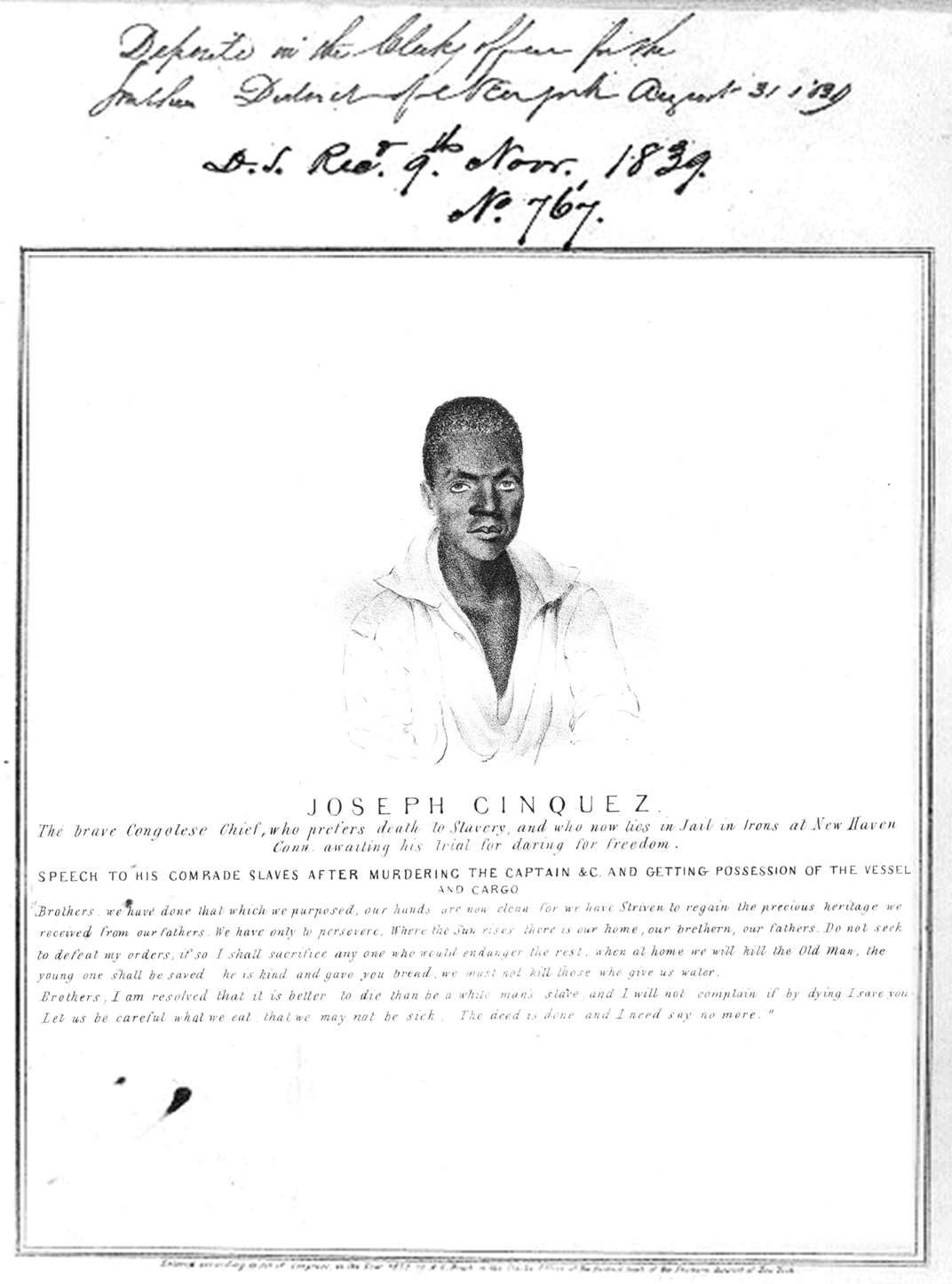
Dibuix de Cinqué aparegut a The Sun el 31 d'agost de 1839

## Biografia
Cinqué va néixer aproximadament en 1814 en el que avui és actualment Sierra Leone. Es desconeix la seva data exacta de naixement. Era agricultor d'arròs, casat, amb tres fills, quan va ser capturat il·legalment i fou venut com a esclau en 1839 als comerciants d'esclaus portuguesos, i empresonat en la nau d'esclaus portuguesa Tecora violant dels tractats que prohibien el comerç internacional d'esclaus. Cinqué va ser portat a Cuba, on va ser venut amb altres 110 als espanyols José Ruiz i Pedro Montez.
Els espanyols transportaven als captius en la goleta La Amistad, amb la intenció de vendre'ls com a esclaus a Cuba per treballar en les plantacions de sucre. El 30 de juny, Cinqué va dirigir una revolta, matant al capità i el cuiner de la nau; dos esclaus també van morir, i dos marins van escapar. Els africans van prendre presoners Ruiz i a Montez, els comerciants que havien fet la compra, i van exigir que dirigissin la nau de nou a Sierra Leone. En canvi, en la nit, dirigiren la nau en l'adreça oposada, cap a les Amériques, amb l'esperança d'atreure l'atenció de paisans espanyols que pogués salvar la seva nau i recuperar el control. No obstant això, el vaixell oscil·lava entre les costes dels Estats Units i Àfrica. Després de prop de dos mesos, La Amistad va aconseguir les costes nord-americanes prop de Long Island. la tripulació del USS Washington va inspeccionar el buc. Quan van descobrir el que havia succeït (segons els espanyols), els africans van ser acusats de motí i assassinat, i els van portar a New Haven, Connecticut tot esperant judici.
Els dos espanyols van afirmar que els africans ja eren esclaus a Cuba al moment de la seva compra i, per tant, eren propietat legal. Els intèrprets de mendé a anglès van permetre als africans a explicar la seva història als advocats i el tribunal. Cinqué va exercir com a representant informal del grup.
Després que el cas es va decidir a favor dels africans al districte i tribunals de districte, el cas va ser apel·lat davant la Cort Suprema dels Estats Units. Al març de 1840, el Tribunal Suprem va dictaminar que els africans es van amotinar per recuperar la seva llibertat després de ser segrestats i venuts il·legalment. La defensa de l'expresident dels Estats Units John Quincy Adams, juntament amb Roger Sherman Baldwin, va ser fonamental per a la defensa dels africans. El tribunal va ordenar alliberar i retornar a Àfrica als africans, si així ho desitjaven. Aquesta decisió va tenir en contra les protestes del president Martin Van Buren, que es preocupava per les relacions amb Espanya i les seves implicacions per a l'esclavitud domèstica.
Cinque i la d'altres africans van arribar a la seva terra natal el 1842. A Sierra Leone, Cinque es va enfrontar a una guerra civil. Ell i la seva companyia ha mantingut contacte amb la missió local per un temps, però Cinque deixat per al comerç al llarg de la costa. Poc se sap de la seva vida posterior, i circular rumors. Alguns van sostenir que s'havia traslladat a Jamaica. Altres sostenien que s'havia convertit en comerciant d'esclaus. L'última informació derivada de relats orals d'Àfrica citat pel folklorista del segle xx William A. Owens afirmava que havia vist cartes dels missioners AMA suggerint que Cinqué era un comerciant d'esclaus. Encara que potser alguns dels africans associats amb la Amistad es dedicaren al tràfic d'esclaus al seu retorn, la majoria dels historiadors coincideixen que no estan fonamentades les informacions de participació de Cinqué en el comerç d'esclaus. Es diu que un Cinqué moribund va tornar a la missió el 1879, on va sol·licitar i va rebre cristiana sepultura.